# Abdopus capricornicus
Abdopus capricornicus is een inktvissensoort uit de familie van de Octopodidae. De wetenschappelijke naam van de soort werd voor het eerst geldig gepubliceerd in 2001 door Norman en Finn.